# Эдвардс, Хьюи
Хьюи Идвал Эдвардс (англ. Hughie Idwal Edwards; 1 августа 1914, Фримантл, Западная Австралия, Австралия — 5 августа 1982, Сидней, Новый Южный Уэльс, там же) — австралийский и британский военнослужащий, коммодор авиации Военно-воздушных сил Великобритании. Кавалер креста Виктории, рыцарь-командор ордена Святого Михаила и Святого Георгия, компаньон ордена Бани, кавалер ордена «За выдающиеся заслуги», офицер ордена Британской империи, кавалер креста «За выдающиеся лётные заслуги», рыцарь ордена Святого Иоанна Иерусалимского. 23-й губернатор Западной Австралии с 7 января 1974 года по 2 апреля 1975 года.
Родился в Западной Австралии в бедной семье кузнеца. Окончив школу, сменил несколько рабочих мест, пока в 1934 году не был зачислен в армию Австралии. Через год был отобран в Королевские военно-воздушные силы Австралии, а в 1936 году перевёлся в КВВС Великобритании. В 1938 году попал в авиакатастрофу и сильно повредил ногу, по причине чего был признан непригодным к полётам. В 1940 году, после начала Второй мировой войны, добился снятия ограничений и начал участвовать в боевых вылетах. В том же году снова попал в аварию, отделавшись лёгкими травмами.
В 1941 году, будучи командиром 105-й эскадрильи, вышел в рейд на поиски вражеских судов близ Гааги и лично потопил 4000-тонный корабль, за что 4 июля был награждён крестом «За выдающиеся лётные заслуги». В день награждения, во главе смешанного отряда двух эскадрилий вылетел на бомбардировки Бремена и нанёс около 20 ударов по городу, вернувшись на базу в изрешечённом самолёте. 22 июля за эти действия был удостоен креста Виктории, став вторым австралийским лётчиком, награждённым высшей военной наградой Великобритании. После этого был отправлен на Мальту, где его берегли и не так часто разрешали участвовать в рейдах. Уйдя со службы, совершил агитационную поездку по США, а в 1942 году вернулся в Великобританию, где женился, а затем получил обе награды из рук короля Георга VI. В том же году снова принял командование 105-й эскадрильей, после чего как ведущий одной из групп принял участие в бомбардировках промышленных районов Эйндховена, в ходе которой был полностью уничтожен радиозавод «Philips». 8 января 1943 года за эти действия был награждён орденом «За выдающиеся заслуги», который ему также вручил Георг VI, в результате чего Эдвардс стал первым лётчиком — кавалером трёх высших военных наград Великобритании.
В 1943 году был назначен командиром базы в Линкольншире, где занимался обучением молодых пилотов, а в 1944 году совершил последний боевой вылет, после чего служил в штаб-квартире британских войск в Азии, за что впоследствии возведён в звание офицера ордена Британской империи. В 1945 году стал командиром авиабазы в Куала-Лумпуре (Малайя), в 1953-м — в Суффолке (Англия), в 1956-м — в Хаббание (Ирак). В 1958 году вернулся в Великобританию, где стал командующим Центральным истребительным формированием с базой в Норфолке. В следующем году возведён в звание компаньона ордена Бани, а в 1960 году назначен адъютантом королевы Елизаветы II. В 1963 году вышел в отставку с военной службы в звании коммодора авиации.
Вернувшись в Австралию, занимался бизнесом в сфере горнодобывающей промышленности, овдовел и женился во второй раз. 7 декабря 1973 года был назначен королевой на пост губернатора Западной Австралии, в связи с чем был возведён в звания рыцаря-командора ордена Святого Михаила и Святого Георгия и рыцаря ордена Святого Иоанна Иерусалимского. Известен как учредитель Королевской комиссии, вынесшей рекомендации по пересмотру положений об уголовном преследовании гомосексуалов. 2 апреля 1975 года подал в отставку по причине проблем со здоровьем и 25 ноября официально покинул губернаторский пост, вернувшись к занятию бизнесом. Внезапно скончался в возрасте 68 лет и был удостоен государственных похорон.

## Биография

### Молодые годы

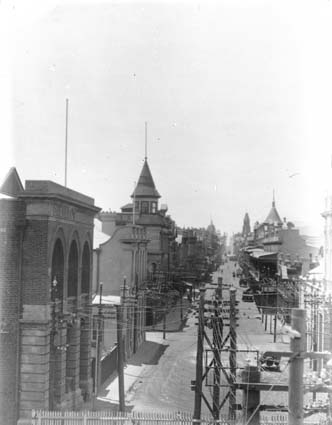
Вид на Фримантл, начало XX века

Хьюи Идвал Эдвардс родился 1 августа 1914 года во Фримантле, Западная Австралия. Был из бедной семьи подковщика и кузнеца Хью Эдвардса и его жены Джейн (урожденной Уоткинс), эмигрировавших в 1909 году из Уэльса в Австралию. Стал третьим из пяти выживших детей, помимо своих двух братьев и двух сестёр. Хьюи был назван в честь своего отца, но в семье всегда упоминалось только его второе имя Идвал. Начальное образование Эдвардс получил в школе Уайт-Гам-Вэлли близ Фримантла, а затем ходил в школу для мальчиков во Фримантле. Учился он хорошо, хотя сам позже утверждал, что это было связано не с высоким интеллектом, а с хорошей памятью. В возрасте 14 лет Эдвардс с неохотой был вынужден покинуть школу, так как на продолжение образования в семье не хватало денег. В тот период его описывали как робкого, неуверенного, погружённого в себя и одарённого воображением парня. Рост Эдвардса тогда составлял 187 см, а вес — 76 кг.
После ухода из школы Эдвардс устроился служащим в судоходство. С приходом «великой депрессии» он, как и многие тогда, был уволен, однако вскоре получил работу в стойле для скаковых лошадей во Фримантле. Каждый день он выводил лошадей купаться на пляж, ухаживал за ними, а также дважды в неделю бывал на скачках, пристрастившись к этому на всю последующую жизнь. Впоследствии Эдвардс некоторое время работал на заводе, но в марте 1934 года был зачислен в Австралийские военные силы и в звании рядового отправлен на службу в 6-ю батарею тяжёлой артиллерии Королевской Австралийской артиллерии. В тот период он активно занимался спортом, особо преуспев в австралийском футболе и сыграв шесть матчей в составе «Саут Фримантл», ведущего клуба Западно-австралийской футбольной лиги. Помимо этого занимался сёрфингом, а также играл в крикет с командой гарнизона Фримантла.

### Служба в авиации

#### Начало
Эдвардс недолго пробыл в армии, так как, к своему собственному удивлению, в возрасте 21 года был отобран для прохождения лётной подготовки в Королевских военно-воздушных силах Австралии и 15 июля 1935 года зачислен курсантом в 1-ю лётную тренировочную школу на базе Пойнт-Кук, Виктория. До этого Эдвардс вообще близко не подходил к самолётам, которые по его воспоминаниям, были «приспособлениями вне моего понимания». Эдвардс не был прирождённым пилотом, но по окончании школы его умения были оценены как «выше среднего». 11 месяцев спустя, в июне 1936 года, он получил квалификацию пилота. В то время в Королевские военно-воздушные силы Великобритании активно набирали хорошо подготовленных офицеров, ввиду чего Эдвардс вместе с шестью своими австралийскими товарищами уехал в Англию, где по срочному контракту был зачислен в британские ВВС. 21 августа 1936 года он официально поступил на службу в звании лейтенанта авиации. Эдвардс служил в 15-й бомбардировочной эскадрилье на базе Абингдон, где пилотировал новые бомбардировщики «Hawker Hind». Шесть месяцев спустя, в марте 1937 года, он был переведён в 90-ю эскадрилью на базе Бистер, где получил пост адъютанта эскадрильи и начал летать на новом типе бомбардировщиков-монопланов «Bristol Blenheim». 21 мая 1938 года Эдвардс был повышен в звании до старшего лейтенанта авиации.

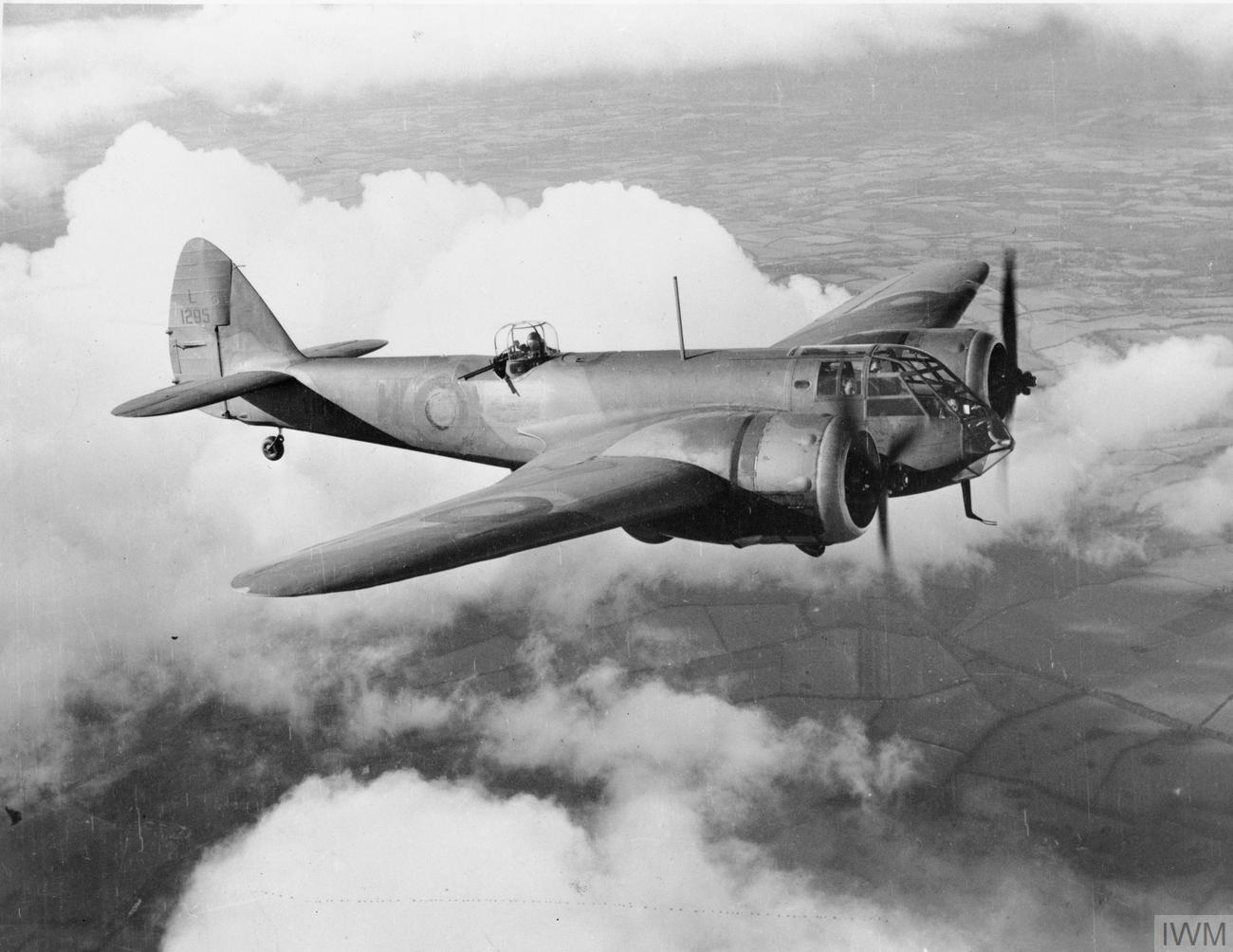
«Blenheim I» в полёте, 1938 год

30 августа 1938 года Эдвардс в качестве пилота самолёта «Blenheim I» (№ K7067) с экипажем в составе наблюдателя сержанта Уолтера Нэша и радиста Джона Теофилуса вылетел из Бистера и направился на север Англии — с пунктами назначения в Карлайле и Берике, недалеко от шотландской границы. На высоте в 2300 метров (7500 футов) самолёт попал в снежный шторм, а затем из-за оледенения элеронов резко снизился до 1600 метров (5 200 футов) и полностью вышел из-под контроля, после чего Эдвардс отдал Нэшу и Теофилусу приказ выпрыгнуть с парашютом. На высоте в 230 метров (750 футов) он сам попытался спрыгнуть из опустевшего самолёта, однако стропы парашюта зацепились за радио-антенну. Продолжив падать вместе с самолётом, который врезался в склон холма и взорвался, Эдвардс получил травмы головы и тяжелый перелом правой ноги с разрывом нерва. Следующие девять месяцев он провёл в госпитале, где ногу удалось спасти лишь благодаря обширной операции, хотя конечность оказалась короче другой и при этом осталась парализованной ниже колена (Нэш вышел в отставку в 1953 году в звании майора авиации, тогда как Теофилус в том же году стал офицером ордена Британской империи «в знак признания службы в связи с наводнением на Восточном побережье», а на пенсию ушёл в 1972 году в звании полковника авиации).
После аварии Эдвардс был признан непригодным к полётам, однако спустя два года непрестанной борьбы с врачами и военными чиновниками, в апреле 1940 года, в связи с началом войны ему всё-таки удалось получить ограниченную лётную категорию. 13 апреля Эдвардс снова приступил к полётам, а затем прошёл четырёхмесячный курс в 1-й школе авиационного вооружения в Мэнби, где пилотировал разнообразные модели самолётов: «Avro 621 Tutor», «Fairey Battle», «Gloster SS.19 Gauntlet», «Handley Page HP.52 Hampden», «Hawker Demon», «Hawker Henley», «Hawker Hind», «Miles M.14 Magister» и «Bristo l Blenheim Mk. IV». Вскоре Эдвардс был снова зачислен на действительную службу и попал в 139-ю эскадрилью на базе Хоршем-Сент-Фейт, также состоявшую из самолётов «Blenheim». В то время эскадрилья занималась борьбой с немецкими конвоями у европейского побережья, а также бомбила доступные наземные цели, в связи с чем боевые экипажи несли тяжёлые потери, а выжившие быстро продвигались по служебной лестнице. 21 мая Эдвардс был повышен в звании до капитана авиации. 25 сентября, после введения «национального затемнения», он на своём «Blenheim IV» выполнял разведывательный рейд близ Бистера и снова попал в аварию, но в это раз отделался незначительными травмами и ранениями. В то же время его брат Дэвид пошёл на службу в ВВС Австралии.

#### Вторая мировая война
В мае 1941 года Эдвардс стал командиром 105-й эскадрильи на базе Суонтон-Морли, состоявшей из самолётов «Blenheim IV». В возрасте 26 лет он сменил подполковника авиации Арнольда Кристиана, погибшего во время атаки на группу из 20 вражеских судов у Хафрсфьорда близ Ставангера. На эскадрилью под командованием Эдвардса было возложено проведение целой серии дневных рейдов на территории Германии и оккупированных ею стран, заключавшихся в атаках на вражеские корабли, электростанции, судостроительные верфи, сталелитейные заводы, локомотивы и сортировочные станции. 15 июня 1941 года, будучи временно повышенным до подполковника авиации, Эдвардс повёл группу из шести самолётов «Blenheim» на поиски вражеских кораблей и вскоре заметил караван из восьми торговых судов, стоявших на якоре в нескольких милях от Гааги. Снизившись до высоты в 50 футов, отряд пошёл в атаку, ощутив на себе ожесточённый и точный огонь противника. Эдвардс выбрал для своей цели 4000-тонный корабль, после чего изрешетил его палубу пулемётным огнём, а затем с высоты мачты сбросил только одну бомбу, которая разорвалась прямо в надстройке, причинив судну значительный урон. 4 июля того же года за эти действия Эдвардс был награждён крестом «За выдающиеся лётные заслуги».

Военно-воздушное министерство, 4 июля 1941.
КОРОЛЕВСКИЕ ВОЕННО-ВОЗДУШНЫЕ СИЛЫ.
КОРОЛЬ любезно одобрил следующие награждения в знак признания мужества, проявленного в авиационных рейдах против врага: —
Крест «За выдающиеся лётные заслуги».
Временный подполковник авиации Хьюи Идвал ЭДВАРДС (39005), 105-я эскадрилья.

В июне 1941 года данный офицер повёл лётный отряд на оперативное развёртывание против вражеских кораблей близ голландского побережья. Конвой из восьми торговых судов был обнаружен стоявшим на якоре на расстоянии около 3 миль от Гааги. Несмотря на интенсивный и меткий зенитный огонь и пулемётную стрельбу, формирование пошло на атаку с высоты всего в 50 футов. Подполковник авиации Эдвардс атаковал корабль массой около 4000 тонн и, после очистки палубы с помощью своих пулемётов, вышел на высоту мачты и сбросил бомбу. За этим последовал мощный взрыв, в воздух взлетели обломки, а также поднялись столбы черного дыма. Судно, безусловно, получило сильные повреждения, если было не потоплено. Данный офицер участвовал в многочисленных оперативных миссиях на территории противника и оккупированных им стран, в том числе и против их судов, всегда являя высочайшие лидерские качества, мастерство и отвагу.
Оригинальный текст (англ.)Air Ministry, 4th July, 1941.

ROYAL AIR FORCE.
The KING has been graciously pleased to approve the following awards in recognition of gallantry displayed in flying operations against the enemy: —
Distinguished Flying Cross.
Acting Wing Commander Hughie Idwal EDWARDS (39005), No. 105 Squadron.

In June, 1941, this officer led a formation of aircraft in an operational sweep against enemy shipping off the Dutch coast. A convoy of eight merchant vessels was sighted at anchor about 3 miles outside The Hague. In the face of intense and accurate pompom and machine gun fire, the formation attacked from a height of only 50 feet. Wing Commander Edwards attacked a ship of some 4,000 tons and, after raking the decks with his forward machine guns, released his bombs from mast high. A considerable explosion followed, debris being thrown in the air while columns of black smoke were emitted. The vessel was certainly severely damaged if not sunk. This officer has completed numerous operational missions over enemy and enemy occupied country and against their shipping and has at all times displayed great leadership, skill and gallantry.

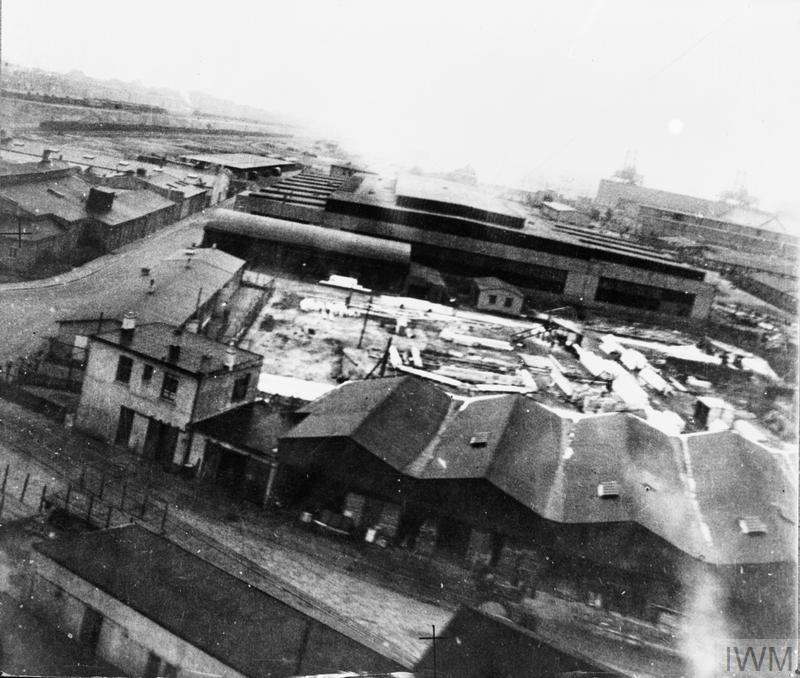
Вид на фабричные районы Бремена с борта «Blenheim IV»

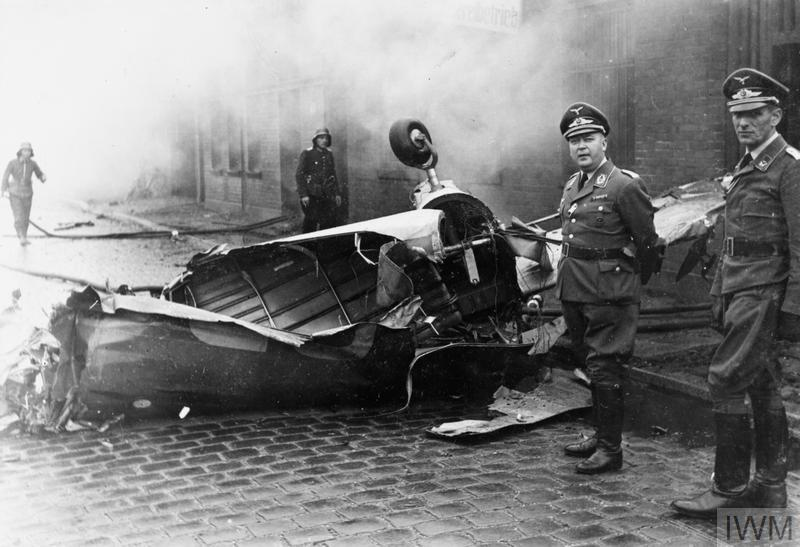
Офицеры «Люфтваффе» у сбитого в Бремене «Blenheim IV»

В тот же день, 4 июля 1941 года, Эдвардс отправился в свой 36-й боевой вылет, проведя дневной рейд (операция «Обломки») по бомбардировке доков и заводов Бремена, одного из наиболее защищённых портовых городов Германии. Находясь за штурвалом «Blenheim IV» (№ V6028), он возглавил смешанное формирование из девяти самолётов своей эскадрильи и ещё шести из 107-й эскадрильи с базы Грэйт-Массингем. Данная группа пересекла море, влетела на территорию Германии и в нескольких милях от Куксхафена взяла направление на Бремен. К этому времени три самолёта были вынуждены вернуться обратно в Англию, однако остальные продолжили путь с приказом о самостоятельном выборе целей в рамках отведённой зоны. Пролетев через плотное кольцо воздушных заграждений из аэростатов и их стальных тросов, под телефонными/телеграфными проводами и высоковольтными линиями электропередач, а также миновав шквал зенитного огня, самолёт Эдвардса за десять минут получил около двадцати прямых попаданий. Отбомбившись в районе доков, он атаковал стоявший на путях поезд, который активно отстреливался, а затем направился к Бремерхафену и, достигнув Гельголанда, вылетел с территории Германии и вернулся в Англию, волоча за собой телеграфную проволоку. «Blenheim» Эдвардса был буквально изрешечён, не считая отстреленной части крыла и разбитого радио, тогда как у его стрелка Дж. Куинна осколками раздробило колено. В Бремене было потеряно четыре самолёта, однако остальным Эдвардс помог прилететь обратно, несмотря на то, что они все были в повреждениях, а три члена экипажей получили ранения. 22 июля того же года за эти действия Эдвардс был награждён крестом Виктории.

Военно-воздушное министерство, 22 июля 1941 года.
КОРОЛЕВСКИЕ ВОЕННО-ВОЗДУШНЫЕ СИЛЫ.
КОРОЛЬ любезно одобрил награждение Крестом Виктории нижеследующего офицера в знак признания в высшей степени выдающегося мужества: —
Временный подполковник авиации Хьюи Идвал ЭДВАРДС, D.F.C. (39005), 105-я эскадрилья.
Подполковник авиации Эдвардс, несмотря на физические недостатки, ставшие следствием авиационного происшествия, неоднократно проявлял храбрость самого высшего порядка в проведении бомбардировок на вражеской территории с очень низких высот против сильно защищенных целей.
4 июля 1941 года, он возглавил значительное нападение на порт Бремен, один из наиболее защищённых городов Германии. Эта атака должна была быть проведена при дневном свете, и не было ни одного облака, в котором можно было бы укрыться. Во время приближения к немецкому побережью были замечены несколько вражеских кораблей, и подполковник авиации Эдвардс понимал, что его самолет будет обнаружен и что оборона будет находиться в состоянии боевой готовности. Не утратив отваги по причине этой неудачи, он привёл свой отряд через 50 миль над землёй к цели, пролетев на высоте немногим более 50 футов, пронёсшись под линиями высокого напряжения, преодолев телеграфные провода и, наконец, пройдя через значительные воздушные заграждения. По достижении Бремена он был встречен градом огня, весь его самолет оказался изрешечён, тогда как четыре других были сбиты. Тем не менее он осуществил крайне успешную атаку, а затем с большим мастерством и спокойствием увёл оставшиеся в строю самолеты без дальнейших потерь.

На протяжении всей данной операции, которую он планировал лично, и с полным пониманием связанных с этим рисков, подполковник авиации Эдвардс явил высочайший из всех возможных пример храбрости и решимости.
Оригинальный текст (англ.)Air Ministry, 22nd July, 1941.

ROYAL AIR FORCE
The KING has been graciously pleased to confer the Victoria Cross on the undermentioned officer in recognition of most conspicuous bravery: —
Acting Wing Commander Hughie Idwal EDWARDS, D.F.C. (39005), No 105. Squadron.
Wing Commander Edwards, although handicapped by a physical disability resulting from a flying accident, has repeatedly displayed gallantry of the highest order in pressing home bombing attacks from very low heights against strongly defended objectives.
On 4th July, 1941, he led an important attack on the Port of Bremen, one of the most heavily defended towns in Germany. This attack had to be made in daylight and there were no clouds to afford concealment. During the approach to the German coast several enemy ships were sighted and Wing Commander Edwards knew that his aircraft would be reported and that the defences would be in a state of readiness. Undaunted by this misfortune he brought his formation 50 miles overland to the target, flying at a height of little more than 50 feet, passing under high-tension cables, carrying away telegraph wires and finally passing through a formidable balloon barrage. On reaching Bremen he was met with a hail of fire, all his aircraft being hit and four of them being destroyed. Nevertheless he made a most successful attack, and then with the greatest skill and coolness withdrew the surviving aircraft without further loss.

Throughout the execution of this operation which he had planned personally with full knowledge of the risks entailed, Wing Commander Edwards displayed the highest possible standard of gallantry and determination.

Эдвардс оказался вторым лётчиком — австралийским кавалером креста Виктории после лейтенанта Фрэнка Макнамары, награждённого ещё во время Первой мировой войны. Став обладателем такой высокой награды, Эдвардс повёл себя более чем скромно, сказав, что этот крест Виктории заслужили все члены эскадрильи и повесив цитату о награждении в общей столовой на авиабазе.
В июле 1941 года Эдвардс со своей эскадрильей был отправлен на осаждённую Мальту, а именно на базу Лука, для замены 110-й эскадрильи в составе 2-й группы. В течение последующих месяцев, проведённых в Средиземноморье, эскадрилья пресекала доставку подкреплений стран «оси» из Италии в Триполи и Бенгази, атакуя вражеские конвои вдоль всего побережья Ливии. Самому Эдвардсу к его досаде не разрешили участвовать в вылетах, так как за два месяца из 18 прибывших экипажей в живых осталось только три. Эскадрилья находилась в данном районе до конца октября, когда была переведена обратно в Великобританию. После этого Эдвардс ненадолго ушёл со службы в эскадрилье, был отобран для исполнения миссии доброй воли и в октябре-декабре съездил в США с агитационными лекциями под началом вице-маршала авиации Артура Харриса и вместе с такими известными лётчиками, как Адольф Мэлан, Роберт Так, Гарри Бродхёрст.

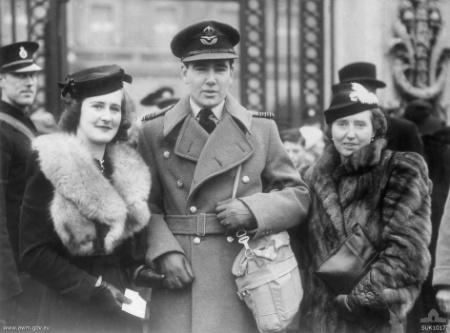
Эдвардс с женой и тёщей после инвеституры, 1942 год

По возвращении из Америки, 21 января 1942 года в лондонской церкви Св. Марии на Брайанстон-сквер Эдвардс женился на Черри Кирл «Пэт» Бересфорд, вдове своего друга капитана авиации Хью Ричарда Адена Бересфорда, погибшего в 1940 году во время битвы за Британию. У четы Эдвардсов было двое детей: сын Энтони и дочь Сара. 20 февраля того же года Эдвардс получил одновременно крест Виктории и крест «За выдающиеся лётные заслуги» из рук короля Георга VI на церемонии инвеституры в Букингемском дворце.
26 января 1942 года Эдвардс был назначен главным лётным инструктором в подразделении оперативной подготовки на базе Уэллсборн-Маунтфорд, в нескольких милях к востоку от Стратфорд-апон-Эйвона. 3 августа того же года он повторно принял командование своей старой 105-й эскадрильей, став её последним командиром и занявшись на этом посту в основном тестированием самолётов «De Havilland Mosquito». 29 августа, возвращаясь из рейда, он наткнулся на дюжину «Focke-Wulf Fw 190» и смог уйти от них, воспользовавшись сложившимся замешательством. Тем не менее одна из пуль попала в двигатель, после чего тот отказал, но Эдвардс смог посадить самолёт на землю в Лимпне, не причинив травм ни себе, ни членам экипажа. 1 сентября он был временно повышен в звании до подполковника авиации.

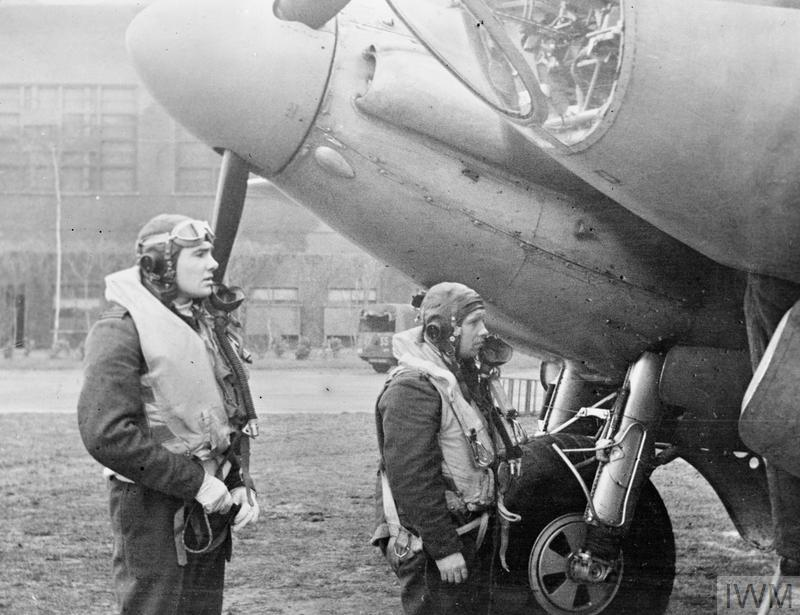
Эдвардс перед вылетом «Mosquito» на Эйндховен

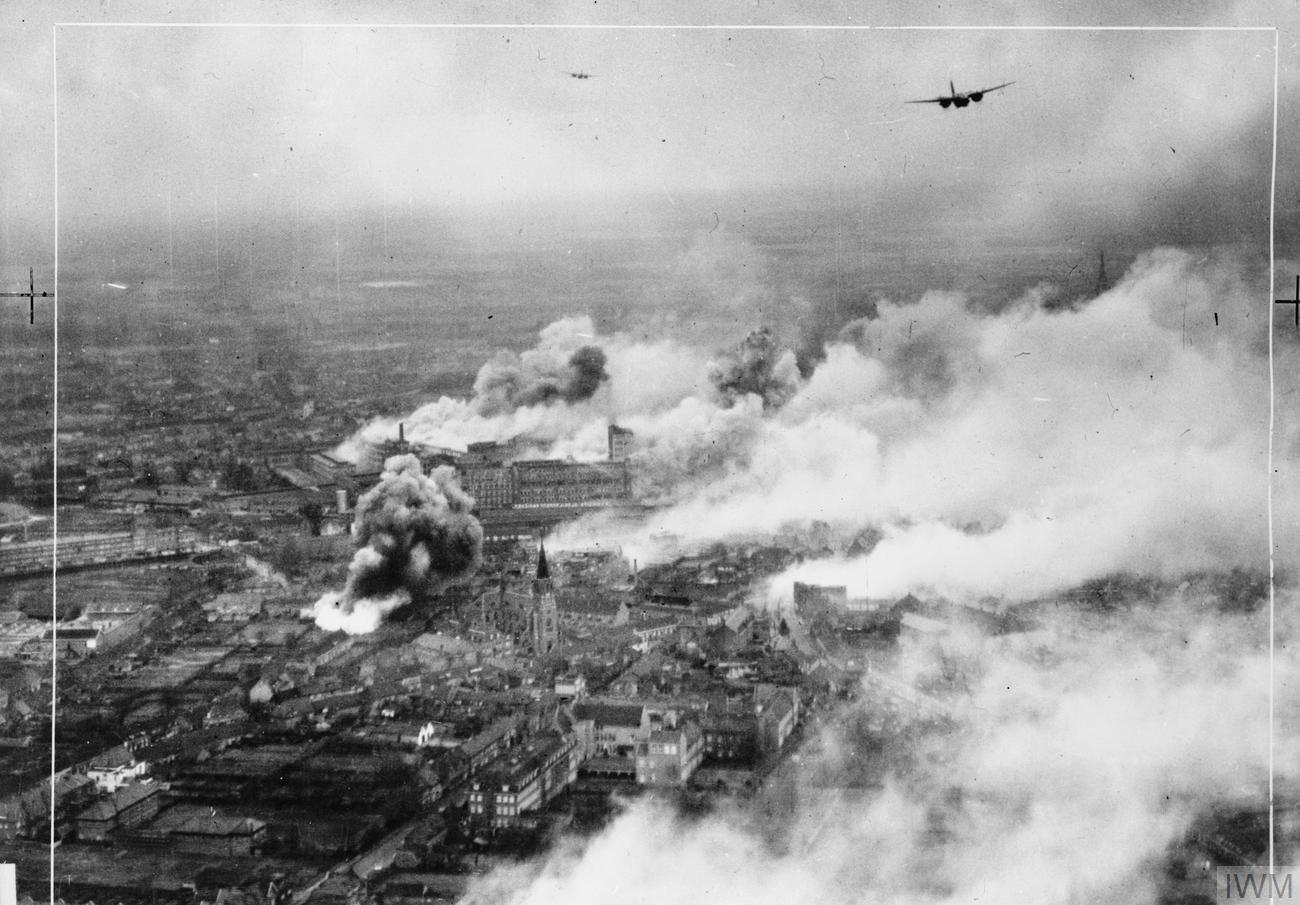
Горящие заводские районы Эйндховена

6 декабря 1942 года Эдвардс принял участие в дневном рейде (операция «Устрица») по бомбардировке радиозавода «Philips» в Эйндховене, Нидерланды. 94 лётных экипажа 21-й, 88-й, 105-й, 107-й, 226-й, 464-й и 487-й эскадрилий на 47 самолётах «Ventura», 36 «Boston» и 10 «Mosquito» направились с аэродромов в Восточной Англии к побережью Эссекса, а затем к Голландии при поддержке более пятидесяти «Spitfire», «Mustang» и «Typhoon». Ведущим группы «Mosquito» был сам Эдвардс. Встретив на своём пути огненный шквал зенитной обороны, отряды «Boston» и «Mosquito» смогли приблизиться к Эйндховену и отвязаться от преследования со стороны «Focke-Wulf Fw 190» и «Messerschmitt Bf.109» немецкой Люфтваффе, после чего быстро поднялись на 2000 футов и начали бомбардировку завода в рамках целевой зоны, сумев при этом подавить две пушки. После возвращения самолётов на базы выяснилось, что 14 бомбардировщиков были сбиты, а ещё у 23 были зафиксированы повреждения разной степени тяжести. Тем не менее в результате рейда завод был полностью уничтожен, однако пострадали дома местных жителей, а жертвы среди местного населения по причине точности бомбардировок составили только около 30 человек. 8 января 1943 года участники данного рейда были поощрены различными государственными наградами, в том числе и Эдвардс, удостоенный ордена «За выдающиеся заслуги».

Военно-воздушное министерство, 8 января 1943 года.
КОРОЛЕВСКИЕ ВОЕННО-ВОЗДУШНЫЕ СИЛЫ.
КОРОЛЬ любезно одобрил следующие награждения в знак признания мужества в лётных операциях против врага: —
6 декабря 1942 года формирование бомбардировщиков было развёрнуто для совершения дневной атаки на завод Philips в Эйндховене. Операция, которая была выполнена безупречно, потребовала высокой степени мастерства и точного расчёта времени. Бомбы были сброшены на различной высоте, в том числе на уровне крыш. Было поражено множество целей, в том числе в центре заданной области. Были подавлены две пушки. Обе атаки были встречены интенсивной и сильной обороной, а также нападениями вражеских истребителей. Достигнутый значительный успех есть доказательство выдающихся заслуг следующих военнослужащих, задействованных в различных заданиях в качестве лидеров и членов лётных экипажей: —
Орден «За выдающиеся заслуги».

Подполковник авиации Хьюи Идвал ЭДВАРДС, V.C., D.F.C. (39005), 105-я эскадрилья.
Оригинальный текст (англ.)Air Ministry, 8th January, 1943.

ROYAL AIR FORCE.
The KING has been graciously pleased to approve the following awards in recognition of gallantry displayed in flying operations against the enemy: —
On the 6th December, 1942, a force of bombers was detailed to make an attack in daylight on the Philips Factory at. Eindhoven. The operation, which was executed faultlessly, demanded a high degree of skilL and accurate timing. Bombs were released at varying heights, down to roof top level. Many hits were obtained, some in the centre of the target area. Two gun posts were silenced. Intense and heavy opposition was encountered and both oh the outward and return flights attacks were made by enemy fighters. The great success achieved reflects the greatest credit on the following personnel who participated in various capacities as leaders and members of aircraft crews: —
Distinguished Service Order.

Wing Commander Hughie Idwal EDWARDS, V.C., D.F.C. (39905), No. 105 Squadron.

Эдвардс получил награду из рук короля на церемонии в Букингемском дворце. Таким образом он стал первым лётчиком — обладателем одновременно креста Виктории, ордена «За выдающиеся заслуги» и креста «За выдающиеся лётные заслуги» за действия во время Второй мировой войны. Зарекомендовав себя одним из самых смелых асов-бомбардировщиков, Эдвардс также получил больше наград, чем любой другой австралийский лётчик времён Второй мировой войны.

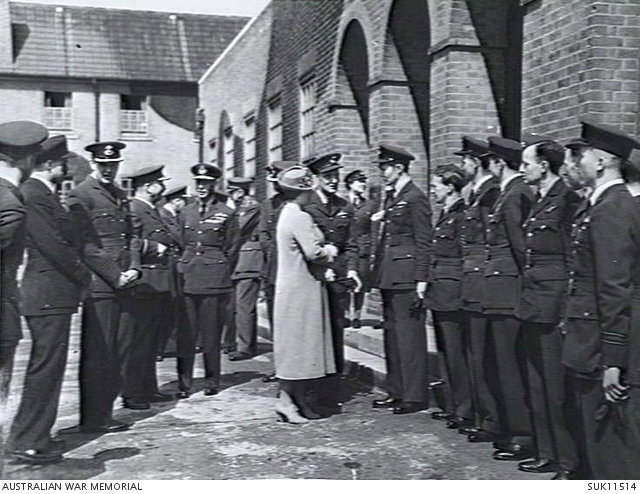
Эдвардс с товарищами во время визита короля и королевы в «Бинбрук», 1943 год

10 февраля 1943 года Эдвардс был временно повышен в звании до полковника авиации, после чего назначен командиром базы Бинбрук в Линкольншире, ставшей местом базирования 460-й эскадрильи. Несмотря на своё высокое положение, он принимал участие в операциях в качестве командира неопытных экипажей «Avro Lancaster», пользуясь этим в качестве предлога для вылетов в рейды, что нигде официально не фиксировалось. Эдвардс пользовался огромным уважением личного состава, хотя был средним пилотом, всегда испытывавшим трудности с посадкой и полагавшимся скорее на своё мужество и энтузиазм, чем на мастерство, о чём свидетельствует довольно большое количество разбитых им самолетов. 18 августа 1943 года он получил постоянное звание подполковника авиации, а 27 ноября 1944 года совершил свой последний вылет на бомбардировки Германии, и в декабре того же года оставил командование базой.
После окончания европейской кампании Эдвардс был отправлен на Дальний Восток, а именно — на Тихоокеанский театр военных действий. В декабре 1944 года он прибыл на Цейлон и в качестве полковника авиации служил в отделе бомбардировочных операций со штаб-квартирой в Канди. 1 января 1945 года Эдвардс был упомянут в донесениях королю. После этого он был назначен офицером штаба авиации в штаб-квартире Луиса Маунтбеттена в Юго-Восточной Азии, где служил до конца войны. Сначала занимался вопросами поддержки 14-й армии в Бирме, а после передислоцирования войск в Малайю и Батавию — оказыванием помощи военнопленным и голландским беженцам из охваченной волнениями Голландской Ост-Индии.

#### Последующая карьера
После войны Эдвардс продолжил службу в ВВС. 21 августа он был временно повышен до подполковника авиации, а 1 сентября получил постоянное звание майора авиации. В том же месяце Эдвардс был назначен командиром базы Куала-Лумпур. 11 февраля 1947 года он был награждён орденом Британской империи степени офицера военного дивизиона «в знак признания выдающейся службы на заключительном этапе операций в Юго-Восточной Азии, закончившемся 30 ноября 1946 года».

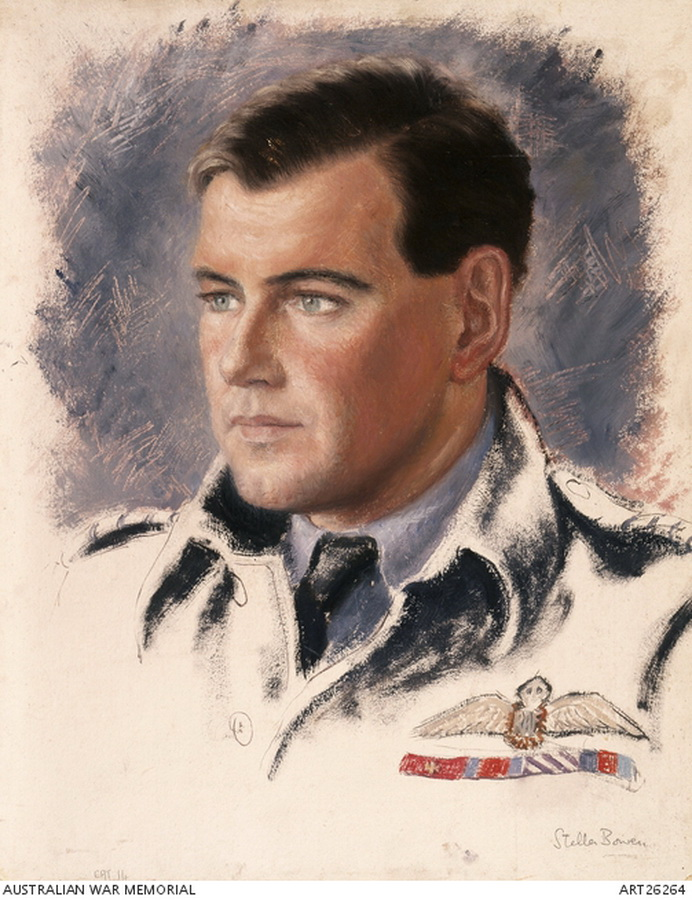
Портрет Эдвардса кисти Стеллы Боуэн, 1944 год

В мае 1947 года Эдвардс вернулся в Великобританию, после чего прошёл шестимесячный курс в штабном колледже ВВС в Бракнелле, Беркшир. 1 июля 1947 года он был повышен в звании до подполковника авиации. В 1949—1950 годах Эдвардс занимал должность начальника отдела личного состава 21-й группы Авиационного тренировочного командования, а также служил старшим инструктором курсах подготовки командного состава в Дигби, Линкольншир. В тот период он начал летать на реактивных самолётах. В 1953—1956 годах Эдвардс был командиром базы Уоттишам в Суффолке. 1 января 1954 года он получил звание полковника авиации. В 1956 году Эдвардс был назначен командиром базы Хаббания в Ираке: на этом посту он застал суэцкий кризис, а затем и осаду базы во время революции 1958 года, хорошо зарекомендовав себя в напряжённой ситуации и сумев пройти через все испытания без потерь для личного состава в количестве 1400 человек, не считая женщин и детей. 21 октября 1958 года Эдвардс вернулся в Великобританию и во временном звании коммодора авиации взял на себя командование Центральным истребительным формированием на базе Вест-Рейнхем в Норфолке.
1 января 1959 года Эдвардс был награждён орденом Бани степени компаньона третьего класса военного дивизиона, а 1 июля того же года получил постоянное звание коммодора авиации. 8 марта 1960 года Эдвардс был назначен адъютантом королевы Елизаветы II, сменив на этом посту вице-маршала авиации Роберта Бейтсона. В 1961 году Эдвардс был направлен на учёбу в Имперский оборонный колледж в Лондоне. В январе 1962 года он был назначен на должность директора отдела формирований в военно-воздушном министерстве в Лондоне. 30 сентября 1963 года вышел в отставку с военной службы в звании коммодора авиации, тогда как новым адъютантом королевы был назначен коммодор авиации Фредерик Хьюз.

### Возвращение в Австралию, губернаторство, последующая жизнь
Выйдя в отставку, Эдвардс вернулся в Австралию, где занялся бизнесом и в период 1964—1973 годов занимал пост директора отделения крупной горнодобывающей компании «Australian Selection Trust Ltd.» в Сиднее. В 1966 году овдовел. 11 сентября 1972 года в отделе регистрации браков Эдвардс женился во второй раз — на Дороти Кэрью Беррик, урожденной Нотт, бывшей жене Роберта Хью Асквита Беррика. От предыдущего брака у неё был уже взрослый сын Дэвид. По необычной причине Дороти и Хьюи в своём роде дополняли друг друга — она хромала на левую ногу с тех пор, как в 1970 году попала под машину на пешеходном переходе в Сиднее, а он хромал на правую после авиакатастрофы 1938 года в Шотландии. Жили в Дарлинг-Пойнте, в доме с видом на бухту и мост.
7 декабря 1973 года Эдвардс был назначен королевой на пост губернатора Западной Австралии и 7 января следующего года вступил в должность. Таким образом, после значительной задержки он сменил генерал-майора Дугласа Кендрю, ушедшего в отставку ещё 28 августа 1973 года. Эдвардс стал 23-м губернатором Западной Австралии, и всего лишь вторым родившимся на территории штата, после Джеймса Митчелла, занимавшего этот пост в 1948—1951 годах.
11 июня 1974 года Эдвардс был возведён в звание рыцаря ордена Святого Иоанна Иерусалимского, а 26 августа стал рыцарем-командором второго класса ордена Святого Михаила и Святого Георгия. До того времени, по словам самого Эдвардса, он был единственным губернатором австралийского штата, не удостоенным такой чести. Рыцарство присуждалось королевой по рекомендации федерального правительства и правительств штатов, и ввиду того, что губернатор был представителем королевы в штате, награждение было сочтено неуместным со стороны премьера лейбориста Джона Тонкина, чьё правительство не желало давать рекомендаций к присуждению имперских наград. Однако, лидер оппозиции от либералов Чарльз Корт выступил в защиту такой практики и после того, как в апреле 1974 года Тонкин потерпел поражение на выборах, с радостью отрекомендовал Эдвардса к рыцарству.

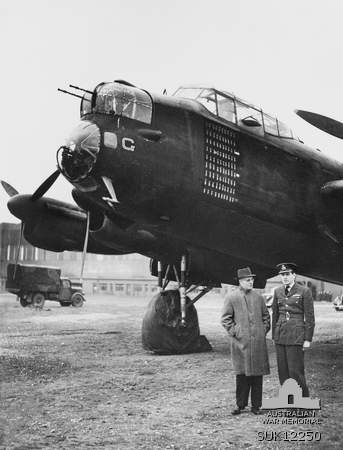
Эдвардс с Джоном Кэртином у самолёта «G for George», 1944 год

Первым официальным мероприятием для Эдвардса стала церемония крещения яхты «Southern Cross», принадлежавшей Алану Бонду и претендовавшей на Кубок Америки. Одним из первых посетителей губернаторской резиденции был некий Томас Данхилл, выпивший 10 кружек пива и захотевший посмотреть дом. Леди Эдвардс нашла Данхилла в кладовке, после чего он был арестован полицией, однако никаких обвинений предъявлено не было. В числе первых решений Эдвардса было учреждение под председательством Джона Уильяма Королевской комиссии по вопросам, касающимся гомосексуальности, члены которой предложили рекомендации по декриминализации отдельных положений об уголовном преследовании гомосексуалов. Самым заметным событием губернаторства Эдвардса, вероятно, стала встреча премьер-министра Гофа Уитлэма на Форрест-Плейс недовольными фермерами, вышедшими на демонстрацию против отмены льгот на суперфосфаты в размере 12 долларов. Уитлэм пытался обратиться к толпе, но в ответ получил лишь летящие в его сторону петарды. Вскоре после этого федеральный коллега Эдвардса, генерал-губернатор Джон Керр отправил Уитлэма и его правительство в отставку, что стало одним из самых противоречивых событий в австралийской политике.
2 апреля 1975 года по причине хронических проблем со здоровьем Эдвардс подал в отставку, что произошло всего за несколько недель до визита принцессы Анны и её супруга капитана Марка Филлипса. Ранее он уже неоднократно госпитализировался и перенёс три операции на голове по улучшению циркуляции спинномозговой жидкости. Исполняющим обязанности стал лейтенант-губернатор Джеймс Рамсей, прежде уже заменявший Эдвардса. 25 ноября 1975 года его сменил вице-маршал авиации Уоллес Кайл.
После отставки Эдвардс вернулся с женой в Сидней, продолжив заниматься бизнесом и снова заняв должность директора отделения «Australian Selection Trust». В 1976 году он отказался от почётного звания полковника полка особой воздушной службы, а затем — и от звания коммодора авиации 25-й эскадрильи. В 1982 году Эдвардс принял участие в восстановлении Австралийским военным мемориалом бомбардировщика «Avro Lancaster» под названием «G for George», на котором летал в годы Второй мировой войны.
5 августа 1982 года Хьюи Идвал Эдвардс внезапно скончался в возрасте 68 лет от субдуральной гематомы после падения в своём доме в Дарлинг-Пойнте. Кремирован в крематории Нортерн-Субурбс и похоронен с государственными почестями на кладбище «Карракатта» в пригороде Перта. Поминальная служба прошла в кафедральном соборе Святого Андрея в Сиднее.

## Награды

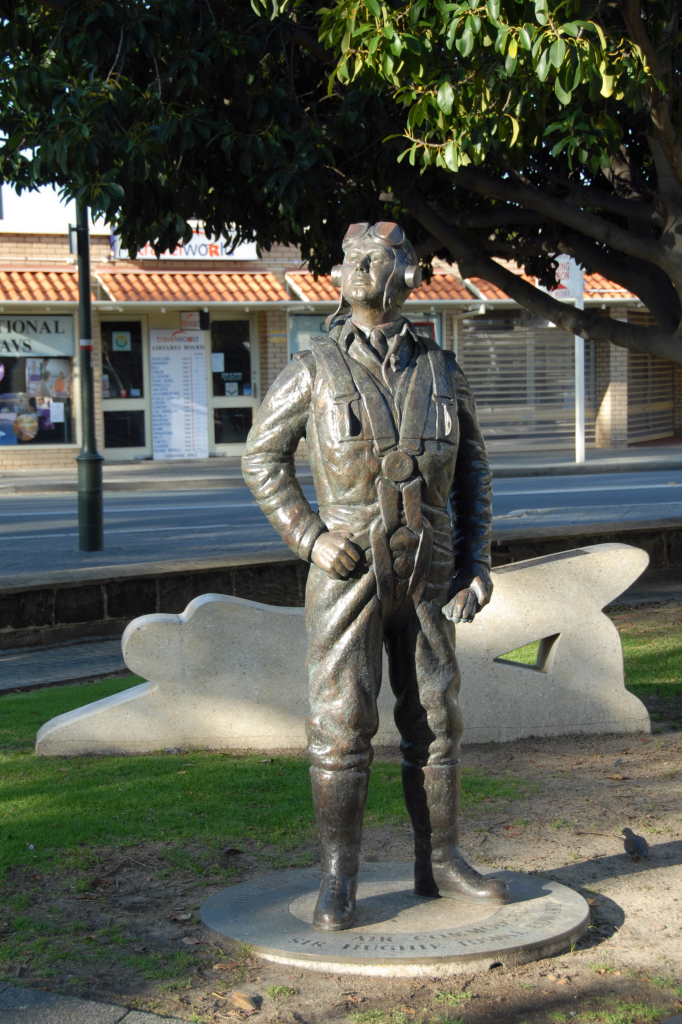
Статуя Эдвардса

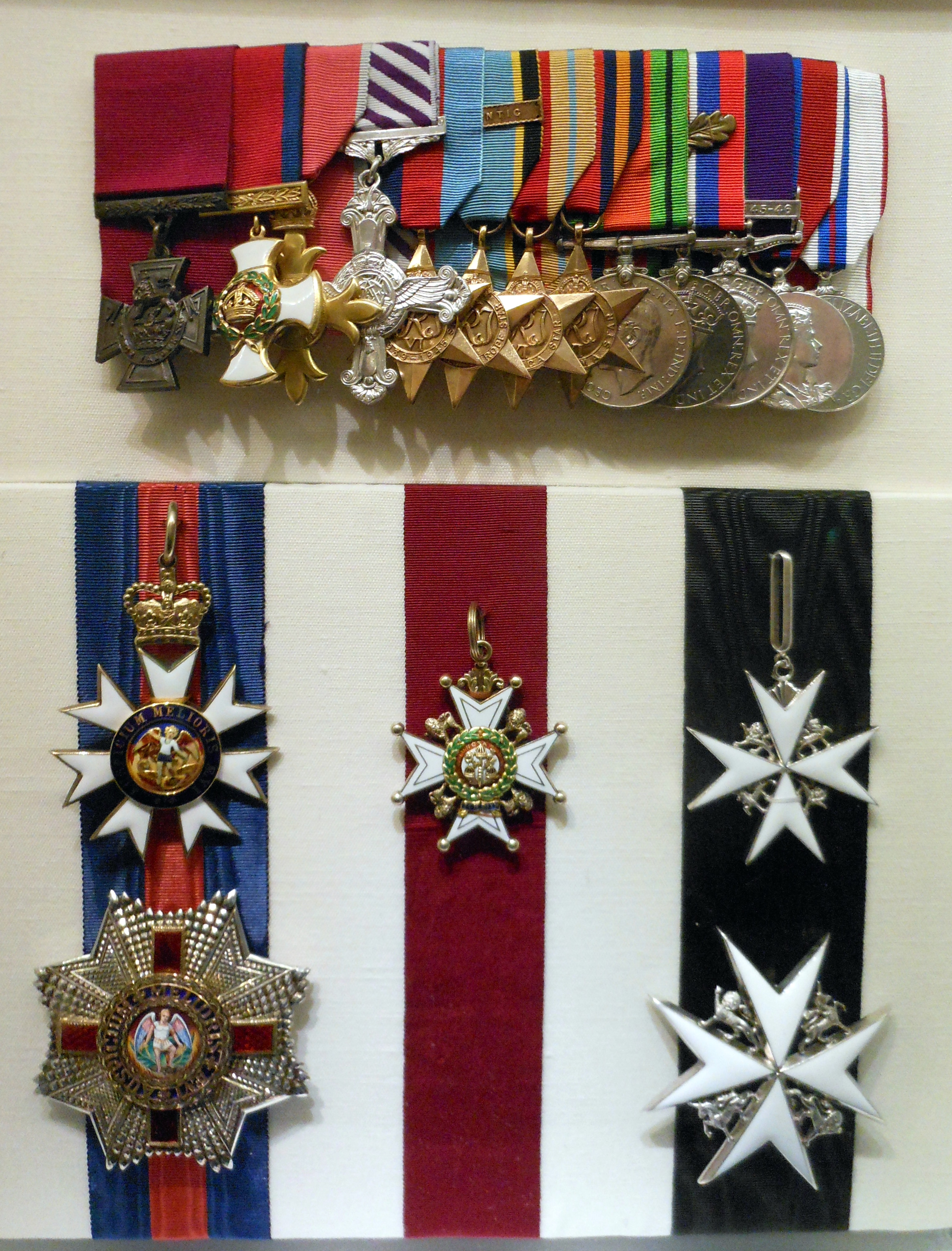
Награды Эдвардса

Крест Виктории, орден Святого Михаила и Святого Георгия степени рыцаря-командора, орден Бани степени компаньона, орден «За выдающиеся заслуги», орден Британской империи степени офицера, крест «За выдающиеся лётные заслуги», орден Святого Иоанна Иерусалимского степени рыцаря, Звезда 1939—1945, Звезда «За воздушную битву над Европой» с пряжкой «АТЛАНТИКА», Африканская звезда, Бирманская звезда, медаль обороны, Военная медаль 1939—1945 с упоминанием в донесениях, медаль общей службы с пряжкой «Ю.В. АЗИЯ 1945–46», Коронационная медаль Елизаветы II, медаль Серебряного юбилея королевы Елизаветы II.

## Память
В 1982 году вдова Эдвардса передала его награды, в том числе и крест Виктории, в дар Австралийскому военному мемориалу, где они и выставляются в настоящее время. Там же хранится портрет Эдвардса кисти Стеллы Боуэн, написанный в 1944 году.
В 2002 году статуя Эдвардса в натуральную величину работы скульптора Эндрю Кэя была открыта губернатором Джоном Сандерсоном на Кингс-сквер у ратуши Фримантла. В том же году именем Эдвардса был назван парк у Маджуры (Австралийская столичная территория), являющийся частью Дороги памяти. В 2016 году посвящённая Эдвардсу мемориальная табличка была открыта в парке в Уильямсе (Западная Австралия).